# Delhi Settlement
Delhi Settlement es una localidad de Trinidad y Tobago, que forma parte de la región de Siparia.

## Geografía
La localidad abarca parte de la isla Trinidad y limita al norte con Mon Desir  y Pepper Village, al sur con Apex Oil Field, al este con Fyzabad y al oeste con Gheerahoo.

## Demografía
Datos demográficos de la localidad de Delhi Settlement:
| Gráfica de evolución demográfica de Delhi Settlement entre 2000 y 2011 |
|                                                                        |